# Patriarhul Serghie al Moscovei
Patriarhul Serghie (în rusă Патриарх Сергий), născut Ivan Nikolaevici Stragorodski (în rusă Иван Николаевич Страгородский; n. 23 ianuarie 1867, Arzamas, Imperiul Rus – d. 15 mai 1944, Moscova, RSFS Rusă, URSS), a fost cel de-al 12-lea patriarh al Moscovei și al întregii Rusii de la 8 septembrie 1943 până la 15 mai 1944, când a murit. El a fost, de asemenea, conducătorul de facto al Bisericii Ortodoxe Ruse în perioada 1925–1943, mai întâi ca locțiitor interimar de patriarh (1925–1937) și apoi ca locțiitor de patriarh (1937–1943).

## Biografie

### Tinerețea și activitatea misionară

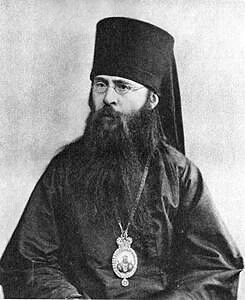
Episcopul Serghie în primul deceniu al secolului al XX-lea

Ivan Stragorodski s-a născut în orașul Arzamas din gubernia Novgorod într-o familie profund religioasă care dat mai mulți slujitori ai Bisericii Ortodoxe Ruse. Unul dintre strămoșii săi, Silvestru Stragorodski (1725–1802), a fost pe la mijlocul secolului al XVIII-lea arhimandrit al Mănăstirii „Sf. Nichita” din Pereiaslavl, apoi, la 23 decembrie 1761, a fost hirotonit episcop de Pereiaslavl și Dmitrovsk și vicar al Moscovei, fiind numit mai târziu, la 4 februarie 1768, episcop de Krutița (metoh patriarhal). Bunicul și tatăl Iui Ivan Stragorodski au fost protopopi în Arzamas.
Tânărul Ivan a crescut într-o atmosferă religioasă intensă și a primit la rândul lui o educație creștină. A urmat studii la Seminarul Teologic de la Nijni Novgorod (1880–1886) și la Academia Teologică din Sankt Petersburg, secția istorică (1886–1890), absolvind în iunie 1890 cu titlul de candidat în teologie. A fost tuns în monahism în ianuarie 1890 cu numele de Serghie, împreună cu prietenul său, Iacob Feodorovici Ivanov, care a primit numele de Gherman, iar apoi a fost hirotonit ieromonah. La 13 iunie 1890 a fost trimis ca misionar ortodox în Japonia, unde a slujit sub îndrumarea episcopului Nikolai Kasatkin. În cei trei ani cât s-a aflat în Japonia ieromonahul Serghie a învățat limba japoneză (el cunoștea deja limbile greacă, latină și ebraică) și a publicat studiul de teologie misionară „Creștinismul în China și Japonia” în numerele din decembrie 1892 și februarie 1893 ale revistei Ruski Vestnik.
A fost rechemat în capitala Rusiei în 1893 și numit docent la Catedra de Vechiul Testament a Academiei Teologice din Sankt Petersburg, iar la 12 decembrie 1893 a devenit inspector la Academia Teologică din Moscova. La 21 septembrie 1894 a fost ridicat la rangul de arhimandrit și numit superior al Bisericii Consulatului Rus din Atena. În anul următor a obținut diploma de master în teologie cu teza de teologie dogmatică și mistică Învățătura ortodoxă despre mântuire, care a fost tipărită în 1895 și în 1898. În același an i-au fost tipărite la Moscova alte trei lucrări: Problema mântuirii personale, Viața veșnică — binele cel mai înalt și În Orientul îndepărtat: scrisorile unui misionar din Japonia.
În anul 1897 arhimandritul Serghie a fost retrimis în Japonia ca asistent al conducătorului Misiunii spirituale ortodoxe, unde a rămas până în 1899, când, nemaiputând să suporte regimul aspru de viață, s-a reîntors în Rusia. În acei ani a elaborat lucrarea Prin Japonia, ce cuprinde însemnări despre călătoria sa misionară în Extremul Orient; lucrarea a fost tipărită începând din 1899 în revista Bogoslovski Vestnik. La 23 iulie 1899 a fost numit rector al Seminarului Teologic din Sankt Petersburg, iar la 6 octombrie 1899 a devenit inspector al Academiei de Teologie din Sankt Petersburg, pentru ca la 24 ianuarie 1901 să fie numit rector al aceleiași academii teologice.

### Episcop și mitropolit
La 25 februarie 1901 arhimandritul Serghie a fost hirotonit episcop de Iamburg, vicar al Eparhiei de Sankt Petersburg. Slujba de hirotonire a avut loc în Catedrala „Sf. Treime” a Mănăstirii „Sf. Alexandru Nevski” din Sankt Petersburg și a fost săvârșită de un mare sobor de ierarhi ortodocși ruși: Antoni Vadkovski (mitropolitul Sankt Petersburgului), Feognost Lebedev (mitropolitul Kievului), Vladimir Bogoiavlenski (mitropolitul Moscovei și Kolomnei), Ieronim Ekzempliarski (arhiepiscopul Chełmului și Varșoviei), Iakov Piatnițki (episcopul Chișinăului și Hotinului), Boris Plotnikov (fost episcop de Iamburg și vicar al Eparhiei de Sankt Petersburg), Veniamin Muratovski (episcop de Gdov, vicar al Eparhiei de Sankt Petersburg), Nifon Sofiski (episcop de Narva, vicar al Eparhiei de Sankt Petersburg) și Vladimir Blagorazumov (episcop de Sarapul, primul vicar al Eparhiei de Viatka). În perioada noiembrie 1901 – aprilie 1903 a condus întâlniri religioase și filosofice ale reprezentanților clerului și ale laicilor, organizate la inițiativa mai multor intelectuali pentru a discuta relația dintre Biserică, intelectualitate și stat; libertatea conștiinței; Biserica și căsătoria; dogma creștină și altele. După 22 de întruniri, această adunare a fost interzisă prin ordin al procurorului șef al Sfântului Sinod, Konstantin Pobedonosțev.
La 6 octombrie 1905 țarul Nicolae al II-lea a aprobat propunerea Sfântului Sinod de numire a episcopului Serghie în funcția de arhiepiscop al Vyborgului și Finlandei. Începând din anul 1906 arhiepiscopul Serghie a participat la ședințele Sfântului Sinod, unde a prezidat secțiunea științifică, iar din 1907 a condus Comisia pentru îndreptarea textelor liturgice a Sfântului Sinod, contribuind la publicarea unei noi ediții a Triodului și la pregătirea unei noi ediții a Octoihului și mineelor. Noile ediții ale cărților liturgice au eliminat construcțiile sintactice grecești, dar nu au fost folosite pe scară largă din cauza evenimentelor politice ulterioare. Arhiepiscopul Serghie a elaborat în această perioadă mai multe lucrări teologice care au fost publicate în Hristianskoe ctenie, Bogoslovski Vestnik, Țercovnîia Vedomosti, Izvestia, Buletinul Patriarhiei din Moscova ș.a.
La 6 mai 1911 arhiepiscopul Serghie a devenit membru al Sfântului Sinod al Bisericii Ortodoxe Ruse. A îndeplinit funcția de președinte al Comitetului Misionar al Sfântului Sinod în perioada 4 aprilie 1913 – 14 ianuarie 1915. A fost singurul membru al sinodului Bisericii Ortodoxe Ruse, care a fost păstrat după dizolvarea vechiului sinod prin decretul Guvernului Provizoriu al Rusiei din 14/27 aprilie 1917, deși promisese anterior celorlalți episcopi că nu va accepta să facă parte din sinodul format de procurorul-șef al Sf. Sinod, Vladimir Lvov.

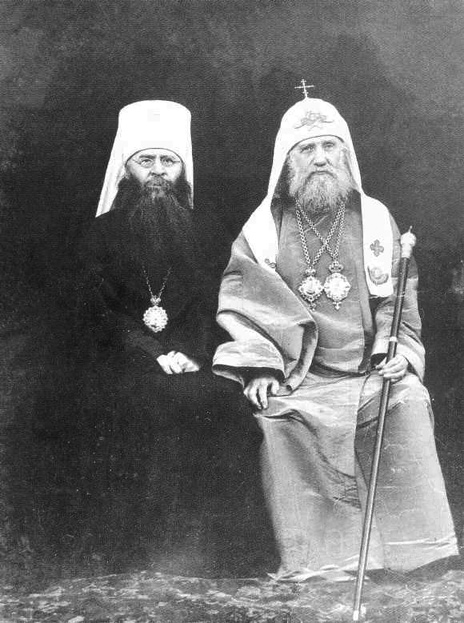
Mitropolitul Serghie și patriarhul Tihon în anul 1918

Prin hotărârea nr. 4961 din 10 august 1917 Sfântul Sinod al Bisericii Ortodoxe Ruse a aprobat alegerea lui Serghie Stragorodski ca arhiepiscop de Vladimir și Șuia în locul lui Alexei Dorodnițîn, căruia congresul clerului și laicilor din eparhie îi ceruse înlocuirea din cauza administrației „despotice”, a comportamentului dur în relația cu clerul și a apropierii de Grigori Rasputin. A participat la Adunarea Națională a Bisericii Ortodoxe Ruse din 1917–1918 de la Moscova. La 28 noiembrie 1918 patriarhul Tihon Belavin l-a ridicat la rangul de mitropolit, iar la 7 decembrie același an Serghie Stragorodski a fost ales membru al Sfântului Sinod al Bisericii Ortodoxe Ruse, ocupând locul trei ca număr al voturilor, împreună cu Anastasie Gribanovski (arhiepiscopul Chișinăului și Hotinului) și Evloghie Gheorghievski (arhiepiscopul Volîniei și Jitomirului). În decembrie 1917 a fost ales membru al Adunării Constituante din regiunea Nijni Novgorod, dar nu a participat la ședințele adunării.
Bolșevicii l-au arestat pe mitropolitul Serghie în ianuarie 1921; înaltul ierarh a fost deținut timp de câteva luni în închisoarea Butîrka, fiind eliberat de Paște după ce monahul Vladimir Putiata (privat de Sf. Sinod de rangul de arhiepiscop de Penza pentru că nu se supusese hotărârilor sinodale și colaborase cu comuniștii) garantase pentru el. După ce Sfântul Sinod a respins restabilirea lui Putiata în rangul de arhiepiscop, mitropolitul Serghie a fost exilat în orașul Nijni Novgorod.
La 16 iunie 1922, mitropolitul Serghie, împreună cu arhiepiscopul Evdokim Meșcerski de Nijni Novgorod și Arzamas și cu arhiepiscopul Serafim Meșceriakov de Kostroma au semnat așa-numitul „Memorandum al celor trei” în care au recunoscut în mod public „Biserica Vie” (organizație bisericească aflată sub controlul poliției politice bolșevice) ca singura autoritate ecleziastică canonică a Bisericii Ortodoxe Ruse și au făcut un apel celorlalți ierarhi ortodocși să li se alăture. În ciuda adeziunii la „Biserica Vie”, mitropolitul Serghie nu a sprijinit reformele bisericești ale „renovaționiștilor” (printre care numirea unor episcopi căsătoriți) și a continuat să-l pomenească pe patriarhul Tihon în bisericile din eparhia sa. El a adresat la 25 august 1922 o scrisoare de protest către conducerea „Bisericii Vii” în care menționa că hotărârile adoptate încalcă rânduielile canonice și că el nu le va accepta în eparhia sa. Protestul său a fost ignorat, după cum reiese din scrisoarea din 10 septembrie 1922 a mitropolitului Antonin Granovski, președintele administrației „Bisericii Vii”. Încetarea comuniunii ecleziastice cu conducerea „noii biserici democratice” a fost anunțată de mitropolit la 23 octombrie 1922.
Ulterior, după ce a rupt relațiile cu „Biserica Vie”, mitropolitul Serghie s-a pocăit de separarea sa de Patriarhia Moscovei într-un act public care a avut loc la 27 august 1923 în timpul liturghiei de la Mănăstirea Donskoi, iar patriarhul Tihon l-a reprimit în cadrul Bisericii Ortodoxe Ruse. După pocăință și revenirea la Biserica Patriarhală, Serghie a continuat să trăiască o vreme în Moscova, continuând să comunice cu membrii Sfântului Sinod și cu clerul moscovit, la a cărui cerere a început să țină slujbe religioase. La 18 martie 1924 a fost numit în rangul de mitropolit de Nijni Novgorod.

### Alegerea succesorilor patriarhului Tihon
Știind că nu va fi posibilă efectuarea unor alegeri patriarhale corecte după moartea sa, patriarhul Tihon a făcut un testament în care a nominalizat trei candidați, dintre care trebuia ales succesorul său pe tronul patriarhal. La 12 aprilie 1925 mitropolitul Petru Polianski de Krutița, unul dintre candidați, a fost ales în rangul de locțiitor de patriarh (Местоблюститель Патриаршего Престола). Cu toate acestea, la 10 decembrie 1925, doar opt luni mai târziu, mitropolitul Petru a fost arestat. Prevăzând din timp arestarea sa iminentă, el a urmat exemplul patriarhului Tihon și a nominalizat trei candidați care să-l succeadă. La momentul arestării lui Petru, mitropolitul Serghie de Nijni Novgorod era singurul episcop de pe „lista” lui Petru care nu se afla în închisoare sau exil. El a preluat conducerea Bisericii cu titlul de „locțiitor interimar de patriarh” (Заместитель Патриаршего Местоблюстителя), ceea ce presupune că mitropolitul Petru de Krutița a rămas de jure locțiitor de patriarh și ar fi urmat să-și reia îndatoririle după eliberarea sa (care nu a avut loc niciodată). Cu toate acestea, mitropolitul Serghie a fost arestat și el în perioada 30 noiembrie 1926 – 27 martie 1927.

### Locțiitor de patriarh și patriarh al Moscovei

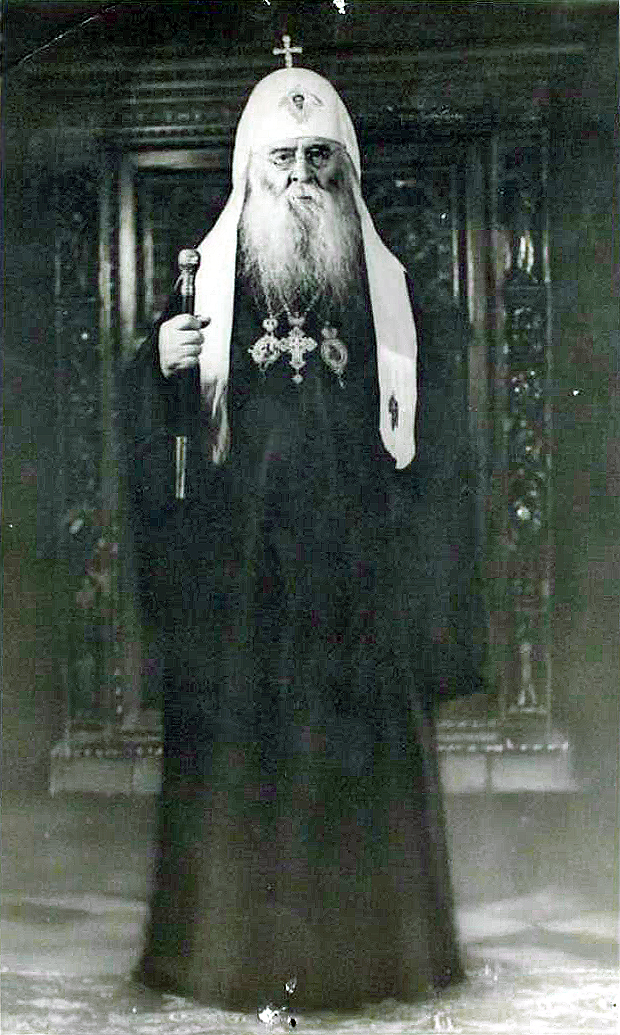
Patriarhul Serghie al Moscovei

Căutând să convingă autoritățile sovietice să oprească campania de teroare și persecuția împotriva Bisericii, mitropolitul Serghie a încercat să găsească modalități de reconciliere pașnică cu guvernul comunist. La 29 iulie 1927 el a publicat faimoasa Declarație în care a susținut loialitatea absolută a Bisericii Ortodoxe Ruse față de Uniunea Sovietică și de obiectivele politice ale guvernului. Declarația, deși bine intenționată, a declanșat o controversă în rândul credincioșilor ortodocși ruși, iar mulți dintre ei (inclusiv mulți episcopi cunoscuți și respectați aflați în închisori sau în exil) au rupt comuniunea cu Serghie. Mai târziu, unii dintre acești episcopi s-au împăcat cu Serghie, dar mulți au rămas în opoziție cu „Biserica oficială” până la alegerea patriarhului Alexei I în 1945.
Serghie a organizat Consiliul Patriarhal Temporar (numit ulterior Sinod), care a fost recunoscut oficial de către guvernul sovietic. La 27 aprilie 1934 mitropolitul Serghie și-a asumat un titlu mai înalt ca „Prea Fericitul Părinte, mitropolitul Moscovei și al Kolomnei” și la 27 decembrie 1936, în urma publicării unui raport fals despre moartea în închisoare a mitropolitului Petru al Krutiței (de fapt, el era încă în viață până la executarea sa în anul 1937), a preluat poziția de locțiitor de patriarh. În ciuda promisiunilor sale că Biserica Ortodoxă Rusă nu se va implica în activitățile laice și că va fi loială statului sovietic, au avut loc în anii 1920 și 1930 numeroase arestări și execuții ale clerului ortodox de către GPU și mai târziu de către NKVD, au fost demolate multe biserici, catedrale și seminarii ortodoxe și au fost distruse multe icoane. Înainte de începerea războiului german-sovietic rămăseseră în întreaga Uniune Sovietică doar patru episcopi care nu erau întemnițați sau exilați. De asemenea, din cei 50.000 de preoți ortodocși ruși care erau în 1918 mai rămăseseră în 1935 doar 500 de preoți.
Abia după invazia germană în Uniunea Sovietică în 1941, Iosif Stalin a început să reducă campania antireligioasă, având nevoie de sprijinul moral al Bisericii în timpul războiului. În primele ore ale zilei de 5 septembrie 1943, Stalin s-a întâlnit cu cei trei ierarhi principali ai Bisericii Ortodoxe Ruse (mitropoliții Serghie Stragorodski al Moscovei și Kolomnei, Alexei Simanski al Leningradului și Novgorodului și Nikolai Iarușevici al Kievului și Galiției) și a promis unele concesii religioase în schimbul loialității clerului față de guvernul comunist și a asistenței acordate efortului de război. Printre concesiile acordate de Stalin au fost deschiderea Seminarului Teologic și a Academiei Teologice din Moscova, eliberarea clericilor închiși, restituirea unor proprietăți bisericești, inclusiv faimoasa Lavră Sfânta Treime a Sfântului Serghie de Radonej. În schimb, guvernul sovietic a plasat Biserica sub controlul serviciilor sale secrete.
Cu toate acestea, cea mai importantă concesie a fost permisiunea reunirii Consiliului Episcopal și a alegerii unui nou patriarh. La 8 septembrie 1943 soborul episcopilor ortodocși ruși l-a ales pe mitropolitul Serghie în rangul de patriarh al Moscovei și al întregii Rusii. El a fost întronizat în 12 septembrie 1943 în Catedrala „Arătarea Domnului” din Elohovo-Moscova; el avea atunci o vârstă înaintată (76 de ani) și o stare de sănătate precară.
Patriarhul Serghie a murit la 15 mai 1944 din cauza unei congestii cerebrale și a fost înmormântat trei zile mai târziu în pridvorul „Sf. Nicolae” al Catedralei „Arătarea Domnului” din Elohovo-Moscova.

## Legături externe
- ru  Сергий (Страгородский)
- ru  Сергий, Страгородский

| Funcții bisericești      | Funcții bisericești                                    | Funcții bisericești         |
| ------------------------ | ------------------------------------------------------ | --------------------------- |
| Precedat de Tihon        | Patriarhul Moscovei și al întregii Rusii 1943 – 1944   | Succedat de Alexei I        |
| Premii și realizări      |                                                        |                             |
| Precedat de Greer Garson | Persoana de pe coperta revistei Time 27 decembrie 1943 | Succedat de George Marshall |